# Bucheggplatz

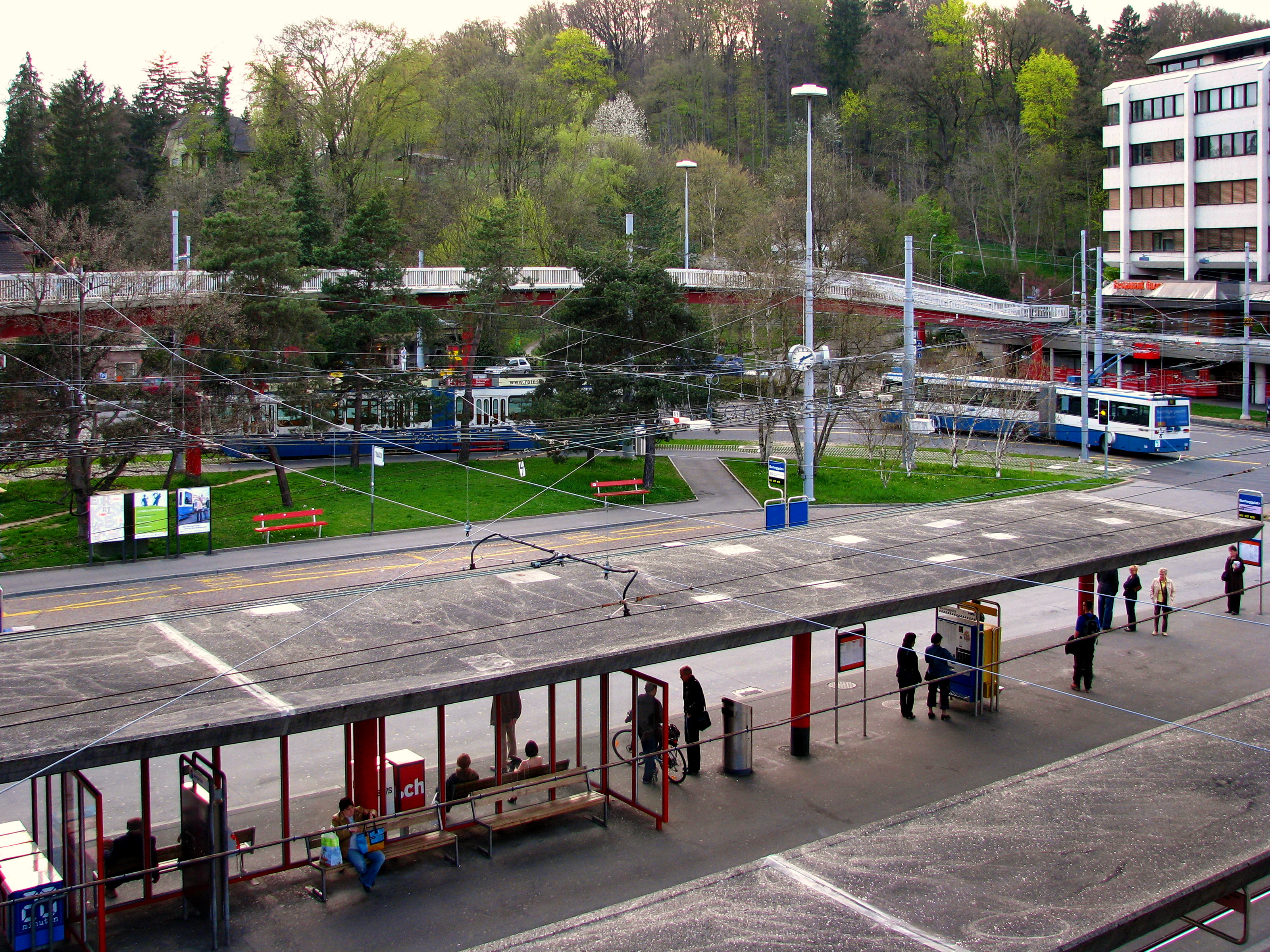
Blick über den Platz zum Käferberg

Der Bucheggplatz ist ein Platz und Verkehrsknoten in der Stadt Zürich. Er liegt im Kreis 6 an der tiefsten Stelle zwischen Zürichberg und Käferberg im Übergang vom Limmattal ins Glatttal respektive vom Stadtzentrum und Wipkingen nach Oerlikon.

## Platzgestaltung
Der Bucheggplatz ist in Form eines Grosskreisels angelegt, in den die Tièchestrasse vom Hönggerberg, die Hofwiesenstrasse (Oerlikon–Schaffhauserplatz), die Rötelstrasse und die Guggachstrasse münden. Die Bucheggstrasse, Teil der Ost-West-Verbindung Hardbrücke–Milchbuck, unterquert den Platz im Bucheggtunnel und ist mit beidseitigen Anschlussbauwerken ebenfalls an das Grosskreiselsystem angeschlossen. Die Käferholzstrasse führt zum Käferberg, dessen Waldflächen im Nordosten fast bis zum Bucheggplatz reichen.
Ein kreuzförmiges System von Fussgängerüberführungen stellt neben den vorhandenen ebenerdigen Fussgängerstreifen weitere Verbindungen zwischen den Hauptachsen und der in der Mitte des Platzes gelegenen ÖV-Haltestelle der Verkehrsbetriebe Zürich her sowie zum Gemeinschaftszentrum Buchegg, welches nordöstlich des Platzes ein grosses Areal einnimmt.
Etwas tiefer und quer zum Bucheggtunnel verläuft der Wipkingertunnel der SBB-Strecke Zürich HB–Zürich Oerlikon.

## Bebauung
Nur wenige Häuser liegen direkt am Kreisel, wobei es sich mehrheitlich um Wohnhäuser mit einigen wenigen Stockwerken handelt. Ein Wohnhaus liegt sogar innerhalb des Kreisels.
Das markanteste Gebäude ist das Geschäftshaus Guggach, in dessen Erdgeschoss eine Denner-Filiale eingemietet ist. Das Geschäftshaus wurde in ein Apartmenthotel umgebaut.

## Öffentlicher Verkehrsknotenpunkt

### Linien
Auch im Öffentlichen Verkehr bildet der Bucheggplatz einen Verkehrsknoten. Folgende Tram-, Trolleybus- und Autobuslinien bedienen den Bucheggplatz:
- 11 Auzelg – Bahnhof Oerlikon – Bucheggplatz – Bahnhofquai/HB – Bellevue – Rehalp (Tram)
- 15 Bucheggplatz – Central – Bellevue – Bahnhof Stadelhofen (Tram)
- 32 Holzerhurd – Glaubtenstrasse – Bucheggplatz – Limmatplatz – Goldbrunnenplatz – Strassenverkehrsamt (Trolleybus)
- 40 Bucheggplatz – Krematorium Nordheim – Glaubtenstrasse – Buhnstrasse – Seebach (Autobus)
- 69 Milchbuck – Bucheggplatz – Waidspital – ETH Hönggerberg (Autobus, mit HVZ-Verstärkern Bucheggplatz–ETH Hönggerberg)
- 72 Milchbuck – Bucheggplatz – Bahnhof Hardbrücke – Albisriederplatz – Schmiede Wiedikon – Morgental (Trolleybus)
- 83 Milchbuck – Bucheggplatz – Bahnhof Hardbrücke – Albisriederplatz – Flurstrasse – Bahnhof Altstetten (Trolleybus)
- N2 Waidhof/Holzerhurd – Bucheggplatz – Limmatplatz – Goldbrunnenplatz – Strassenverkehrsamt – Sihlcity (Nachtbus)
- N9 Glattbrugg, Glatthof – Bahnhof Oerlikon Ost – Milchbuck – Bucheggplatz – Bahnhof Hardbrücke – Albisriederplatz – Triemli – Uitikon, Dorf (Nachtbus)
- N12 Schwamendingerplatz – Bahnhof Oerlikon – Bucheggplatz – Limmatplatz – Goldbrunnenplatz – Im Gut – Flurstrasse – Bahnhof Altstetten (Nachtbus)
- N15 Milchbuck – Bucheggplatz – Bahnhof Hardbrücke – Albisriederplatz – Schmiede Wiedikon – Morgental – Adliswil, Schulhaus Kopfholz (Nachtbus)
- N18 Milchbuck – Bucheggplatz – Bahnhof Hardbrücke – Albisriederplatz – Schmiede Wiedikon – Morgental – Adliswil, Büchel (Nachtbus)

### Zukunft
Nach Eröffnung der Westumfahrung sollte mit einem neuen Verkehrskonzept die Wohngebiete entlang der Rosengartenstrasse aufgewertet werden. Dazu wäre der motorisierte Individualverkehr im sogenannten Rosengartentunnel unterirdisch zum Bucheggplatz und weiter bis zum Milchbuck geführt worden. Der in der Rosengartenstrasse freigewordene Platz wäre für eine von zwei Linien zu befahrende Tramstrecke genutzt worden. Ein Konzept von 2019 sah eine Linie 16 vor, die von Hirzenbach über Milchbuck, Bucheggplatz, Hardbrücke, Albisriederplatz nach Hermetschloo in Altstetten verkehrt wäre, und eine Linie 17, die von Seebach über Bahnhof Oerlikon, Bucheggplatz, Hardbrücke, Albisriederplatz zum Letzigrund verkehrt wäre. Gegen das 1,1 Milliarden Franken teure Projekt wurde das Referendum ergriffen. Das Stimmvolk lehnte es am Urnengang vom 9. Februar deutlich ab – es wurden nur 37 % Ja-Stimmen für das Projekt abgegeben.
Der Bucheggplatz spielt eine wichtige Rolle für die Anbindung des ETH-Campus auf dem Hönggerberg. Weil die Buslinie morgens und abends überlastet ist, wurde die Verlängerung einer Tramlinie vom Bucheggplatz vorgeschlagen. Sie ist im kantonalen Richtplan enthalten, ihre Umsetzung ist aber wegen mangelnder ganztägiger Nachfrage nicht dringend. Die Anbindung soll kurzfristig verbessert werden, indem die Autobuslinien 69 ETH Hönggerberg–Bucheggplatz–Milchbuck ab 2024 mit Batterietrolleybussen verkehren soll. Eine Anbindung des Campus mit einer unterirdischen S-Bahn wird diskutiert, dürfte aber in mittelfristiger Zukunft kaum realisiert werden (siehe auch ETH Zürich: Verkehrsanbindung).
Ab 2024 soll an der Tramstrecke vom Radiostudio in Richtung Holzerhurd in Affoltern gebaut werden. Die Linie 11 soll dann vom Bucheggplatz nicht mehr nach Auzelg, sondern nach Affoltern verkehren. Dadurch wird das stark gewachsene Quartier im Norden Zürichs besser an den öffentlichen Verkehr angeschlossen.

## Verbrechen
Am 15. November 1996 wurde ein Autofahrer von einem aus der Tièchestrasse abgegebenen Schuss im Nacken getroffen. Das Opfer starb einen Tag später im Spital. Der Fall ist bis heute ungeklärt, der Täter noch flüchtig.